# Бурокрылая чачалака
Бурокрылая чачалака (лат. Ortalis vetula) — вид птиц семейства краксов. Выделяют четыре подвида.

## Описание
Бурокрылая чачалака достигает длины 48—58 см; самцы весят от 468 до 794 г, а самки — от 439 до 709 г. Имеет относительно длинные ноги, а также длинную шею и хвост. Крылья закруглённые. Оперение верха оливково-коричневого цвета, низ окрашен в жёлто-коричневый цвет. Тёмно-зелёный хвост имеет белую вершину. У самца неоперившийся серый участок кожи на горле розового цвета.

## Распространение
Область распространения простирается вдоль Рио-Гранде от юга Техаса через Мексику до Никарагуа. Там он обитает в лесах, буше и чапарале.

## Образ жизни
Бурокрылая чачалака маленькими группами до 5 животных отыскивает в чаще семена, ягоды, почки и листья. Птица обитает чаще на деревьях и иногда пытается добраться до корма, вися вниз головой. Типично для птиц давать «каркающий концерт» в предутреннее время и в сумерках. Группа птиц спит совместно в зарослях; молодые птицы спят под крыльями родителей.
Гнездо — это маленькая платформа из веток, которая строится в плотной листве, например, на половине высоты деревьев. 3 яйца высиживаются 30 дней. Птенцы непосредственно после вылупления могут лазать, а в течение недели и летать. Однако только примерно через три недели они становятся полностью независимыми от своих родителей.